# Arjeplogs kommunala realskola
Arjeplogs kommunala realskola var en kommunal realskola i Arjeplog verksam från cirka 1949 till 1967.

## Historia
Skolan bildades genom ombildning av en högre folkskola till en kommunal realskola cirka 1949
Realexamen gavs från 1953 till 1967.
Skolbyggnaden, Kyrkholmsskolan, inrymmer numera Silverskolans högstadium.